# Убиство Џорџа Флојда
Дана 25. маја 2020. године у Минеаполису, у Минесоти, Џорџ Флојд, четрдесетшестогодишњи Афроамериканац, умро је услед хапшења. Пошто је ухапшен, Флојд је са лисицама на рукама лежао лицем окренутим надоле на градској улици када је полицајац Дерек Шовен са својим коленом приклештио његов врат са десне стране и држао га у том положају укупно 8 минута и 46 секунди, током којих је Флојд 2 минута и 53 секунде био у несвести. Полицајци Ту Тао, Александар Куенг и Томас K. Лејн учествовали су у Флојдовом хапшењу; Куенг је држао Флојда за леђа, Лејн му је држао ноге, а Тао је посматрао и спречавао интервенцију оближњег посматрача. Изведене су две обдукције над Флојдом које су установиле да је Флојдова смрт изазвана хомицидом. Патолог из Хенепина закључио је да је Флојд преминуо од кардиогеног шока док је на његовом врату била вршена својеврсна компресија. Независна приватна аутопсија, коју је наручила Флојдова породица, утврдила је да је узрок Флојдове смрти асфиксија, пошто компресија врата ограничава доток крви и кисеоника у мозак, док компресија предела леђа ограничава дисање.
Хапшење је извршено након што је Флојд оптужен да је у продавници користио кривотворени рачун у износу од 20 долара. Полиција је касније изјавила да се Флојд физички опирао привођењу. Међутим, неки медији су известили да сигурносна камера са оближње зграде није забележила тренутак да се Флојд уопште опирао полицији. Касније поднета кривична пријава даље је навела да је, на основу снимака, Флојд више пута рекао да не може да дише док је стојао поред полицијског аутомобила, да се опирао уласку у исти и да је пао на земљу. Неколико пролазника забележило је догађај својим паметним телефонима. Један од забележених видео снимака приказује Флојда како запомаже понављајући „Молим вас”, „Не могу да дишем”, „Мама” и „Немојте ме убити”. Ови снимци су кружили друштвеним мрежама, а и многи медији су пренели вест користећи исте снимке. Иако је у неким околностима полицајцима дозвољена техника knee-to-neck (техника прислањања и задржавања колена на врату особе) у Минесоти, Шовенова реакција жестоко су критиковали стручњаци, оценивши је као прекомерну. Сва четири полицајца су отпуштена истог дана када се инцидент догодио.
На захтев минеаполиске полиције, поред локалног Бироа за криминална дела, ангажован је и ФБИ. Амерички председник Доналд Трамп такође је на свој захтев тражио од Федералног истражног бироа и Министарства правде да испитају случај смрти Џорџа Флојда. Шовен је 29. маја оптужен за убиство, односно терети се за убиство без предумишљаја. Адвокат округа Хенепин Мајкл О. Фриман изјавио је да предвиђа да ће оптужнице бити покренуте и против остала три службеника.
Након Флојдове смрти, започете су локалне и мирне демонстрације 26. маја. Међутим, до краја истог дана, протести су постали насилни — у полицијској станици и два маркета је подметнут палеж и многе друге продавнице су биле опљачкане и оштећене. Неки демонстранти су ушли и физички обрачун са полицијом, која је као одговор испаљивала сузавце и гумене метке. Ускоро су почели и развили се други протести који су били присутни у више од 400 градова у свих 50 савезних држава САД, док су присутни и међународни протести. Флојдова смрт је упоређивана са смрћу Ерика Гернера из 2014, такође ненаоружаног црнца, који је 11 пута поновио „Не могу да дишем” док га је полицајац гушио у Стејтен ајлејнду, Њујорк.

## Особе укључене у инцидент
- Џорџ Пери Флојд је био 46-годишњи Афроамериканац. Рођен је у Фејетвилу у Северној Каролини, а одрастао у Хјустону. Похађао је средњу школу Јејтс, где је играо у школским кошаркашким и фудбалским тимовима. Похађао је Саут Флорида Комјунити Колеџ (данас Државни колеџ Јужне Флориде) од 1993. до 1995. године и играо је у школској кошаркашкој репрезентацији. Осуђиван више пута.
- Дерек Мајкл Шовен је више од 18 година био припадник полиције у Минеаполису. Има 44 године, и рођен је у Минесоти. Од 2001. ради у полицији.[32] Против њега је до овог маја поднето укупно 18 притужби, којима се бавио Сектор унутрашње контроле. Два случаја су окончана укором, због коришћења омаловажавајућег и погрдног језика. Учествовао је у три полицијске пуцњаве, од којих је једна имала фаталан исход.[33] Радио је као члан обезбеђења у родео клубу Ел Нуево. Ту је радио и преминули Џорџ Флојд. Међутим, нема података да су се познавали. Флојд је понекад долазио уторком као испомоћ, док је Шовен готово 17 година обезбеђивао клуб, када је био ван дужности у полицији.[34]
- Ту Тао има 34 године. Полицијску академију почео је да похађа 2009, а пуноправни полицајац постао је 2012. године.[32] Против њега је поднесено шест притужби, од којих ниједна није резултирала дисциплинском мером.[35] Тао је 2014. оптужен за бруталност када је хапшење једног Афроамериканца резултирало његовим сломљеним зубима и хоспитализацијом. Жртва је изјавила да му је полицајац Тао ставио лисице без разлога, а потом да га је бацио на земљу и потом шутирао и ударао, као и да га је понижавао.[32] Требало је да Тао оде на суд због прекомерне употребе силе, међутим је избегао исти плативши 25.000 долара.[36]
- Томас К. Лејн (37) и Александар Куенг (26) лиценцирани су као полицијски службеници у августу 2019.[36] Ниједан од њих двојице претходно није добио опомену.[37]

Све четворо полицајаца су оптужена за учествовање у Флојдовој смрти.

## След догађаја
Комбиновањем видео-снимака очевидаца и надзорних камера, прегледом званичних докумената и уз консултовање стручњака, детаљно је реконструисан процес Флојдовог хапшења. Наиме, Флојд је тог 25. маја отишао до локалне продавнице под називом „Cup Foods” како би купио цигарете. Његов џип је био паркиран тачно преко пута те продавнице. У 19.57 часова по локалном времену, два радника су изашла из продавнице како би дошла до Флојдовог возила. Од њега су тражили да им врати цигаре које је управо купио, али он одбија. Четири минута касније, у 20.01 час, радници су позвали полицију и пријавили су Афроамериканца да је цигаре платио фалсификованом новчаницом од 20 долара. Радници су такође пријавили да је Флојд под дејством алкохола и да „не може да се контролише”. У 20.08 сати, прво полицијско возило ушло је у видокруг оближњих сигурносних камера. Два полицајца изашла су из возила и пришла су Флојдовом џипу. Неколико секунди након што су пришли, полицајац Томас Лејн узео је свој пиштољ и наредио је Флојду да стави руке на волан. Мало касније су га извукли из аутомобила, везали лисицама и одвели на тротоар испред оближњег ресторана.
Шест минута након хапшења, полицајци су одвели Флојда ка полицијском возилу. На видео-снимцима се видело да је Флојд на путу до службеног возила пао. Према званичним документима, Флојд је одбио да уђе у аутомобил, правдајући се полицајцима да је клаустрофобичан и да не може да дише. У међувремену је стигло друго полицијско возило, а у 20.17 сати и треће возило, из којег су изашли полицајци Ту Тао и Дерек Шовен, који ће касније и сам бити ухапшен због Флојдове смрти. Шовен се одмах прикључио покушају да се Флојд угура на задње седиште полицијског аутомобила. У једном тренутку, полицајац је нагло извукао Флојда из возила и он је, везаних руку, пао на земљу. У тим тренуцима, док је Флојд лежао на друму, два очевица су почела да снимају све што се догађа, а на првим снимцима се види како чак четири полицајца заједно држе Флојда лицем притиснутог уз бетон. Мало после, полицајац Дерек Шовен прислања своје колено и држи га на врату Џорџа Флојда.
У 20.20 сати први пут се чује Флојдов глас који запомаже и говори службеницима да не може дисати. Полицајци ускоро зову хитну помоћ, уз пријаву да Флојд крвари из уста. Међутим, упркос томе, Шовен није подигао колено са Флојдовог врата још пуних седам минута. На неколико видео-записа очевидаца чује се како Флојд најмање 16 пута у року од свега пет минута говори полицајцима да не може да дише. Молио их је да га пусте да устане и обећава да ће ући у возило. У једном тренутку, Флојд је остао без свести и непомично је лежао. Окупљени грађани упозорили су полицајце да провере Флојдов пулс, али Шовен и даље није подигао колено са Флојдовог врата ни у једном тренутку.
У 20.27 часова стигла је екипа хитне помоћи. Док су лекари проверавали Флојдов пулс и покушавали да га окрену на страну, Шовен је своје колено још увек држао на његовом врату иако је Афроамериканац већ неколико минута лежао потпуно без свести. Полицајац је колено подигао тек након што су лекари Флојда ставили на носила. Шовеново колено је укупно на Флојдовом врату било 8 минута и 46 секунди.
Флојд бива одвезен у болницу, међутим ускоро је установљена смрт.

## Протести
Након Флојдове смрти, демонстрације и протести у области Минеаполис—Сент Пол у почетку су били мирни, 26. маја, а касније тог дана постали су насилни када је полицијска управа у том граду запаљена, а две продавнице су опљачкане и оштећене. Неки демонстранти сукобили су се са полицијом, која је испалила сузавац и гумене метке. Масовни протести изазвани овим догађајем су се развили у преко 200 градова у свих 50 држава Сједињених Држава и иностранству.